# Garveia cerulea
Garveia cerulea is een hydroïdpoliep uit de familie Bougainvilliidae. De poliep komt uit het geslacht Garveia. Garveia cerulea werd in 1882 voor het eerst wetenschappelijk beschreven door Clarke. 